# Lomachashaka sundara
Lomachashaka sundara är en svampart som beskrevs av Nag Raj 1995. Lomachashaka sundara ingår i släktet Lomachashaka, divisionen sporsäcksvampar och riket svampar.   Inga underarter finns listade i Catalogue of Life.